# Razmnoževanje
Razmnoževanje živih bitij je biološki proces nastajanja potomcev. Biologija razlikuje med nespolnim (ali vegetativnim) in spolnim razmnoževanjem.
Pri nespolnem razmnoževanju se organizem lahko razmnožuje brez potrebe po drugem primerku iste vrste, razmnožuje se sam po sebi. Primer je deljenje bakterij. Seveda velja podobno tudi za večcelične organizme, tako se lahko razmnožuje kar nekaj rastlin. Pri nespolnem razmnoževanju se potomec razlikuje od starša samo po morebitnih mutacijah. Podoben rezultat doseže postopek (kloniranja) rastlin ali živali (in tudi človeka).
Pri spolnem razmnoževanju pridobi potomec dedni material in lastnosti v polovičnem razmerju od dveh primerkov iste vrste (a različnega spola), očeta in matere, zato potomec podeduje zbir lastnosti svojih staršev.
Spolno razmnoževanje je danost večine rastlinskih vrst, živali in ljudi.
Razmnoževanje je temeljna lastnost življenja, saj omogoča obstoj posamezne vrste (v sprejemljivih pogojih razvojne stopnje in okolja). Razumevanje in poznavanje načina ter intenzivnosti reprodukcije sta zelo pomembna za razumevanje in pojasnjevanje številnih populacijskih in ekoloških procesov.